# Галушино (Московская область)
Галу́шино — деревня в Раменском муниципальном районе Московской области. Входит в состав сельского поселения Константиновское. Население — 4 чел. (2010).

## Название
С XVIII до конца XIX века деревня упоминалась как Галушкино, впоследствии — Галушино. Название связано с некалендарным личным именем Галушка.

## География
Деревня Галушино расположена в западной части Раменского района, примерно в 17 км к юго-западу от города Раменское. Рядом с деревней протекает река Жданка. Ближайший населённый пункт — деревня Ждановское.

## История
В 1926 году деревня входила в Жданский сельсовет Рождественской волости Бронницкого уезда Московской губернии.
С 1929 года — населённый пункт в составе Бронницкого района Коломенского округа Московской области. 3 июня 1959 года Бронницкий район был упразднён, деревня передана в Люберецкий район. С 1960 года в составе Раменского района.
До муниципальной реформы 2006 года деревня входила в состав Константиновского сельского округа Раменского района.

## Население
| 1926 | 2002 | 2010 |
| ---- | ---- | ---- |
| 101  | ↘2   | ↗4   |

В 1926 году в деревне проживало 101 человек (52 мужчины, 49 женщин), насчитывалось 20 крестьянских хозяйств. По переписи 2002 года — 2 человека (1 мужчина, 1 женщина).